# Gáe Bulg
De Gáe Bulg was de speer van Cú Chulainn in de Ulstercyclus van de Ierse mythologie. Hij had het gekregen van de vrouwelijke Schotse krijger Scáthach en ze leerde alleen hem dit wapen te gebruiken.
Het was gemaakt van de botten van een zeemonster en zou zeven punten met ieder zeven weerhaken hebben. In de Táin Bó Cuailnge doodt Cú Chulainn zijn pleegboer Ferdia met dit wapen en volgens een ander verhaal zou hij ook zijn zoon Connla met deze speer gedood hebben.